# Avital Carroll
Avital Carroll (* 24. April 1996 in New York City, USA als Avital Shimko) ist eine österreichisch-amerikanische Freestyle-Skiläuferin. Sie ist derzeit Mitglied des ÖSV Nationalteams.

## Karriere
Carroll bestritt ihren ersten internationalen Wettkampf am 19. Dezember 2010 in Steamboat Springs. Bereits zwei Monate später feierte sie ihr Debüt im Nor-Am Cup bei den Wettkämpfen in Saint-Côme, wobei sie sich mit den Rängen 27 und 29 bereits in den Punkten platzieren konnte.
Ihren ersten internationalen Erfolg konnte sie bei den Freestyle Skiing-Juniorenweltmeisterschaften 2015 in Chiesa in Valmalenco feiern, als sie hinter der Französin Perrine Laffont und vor ihrer amerikanischen Teamkollegin Jaelin Kauf die Silbermedaille im Moguls gewinnen konnte, im Dual Moguls belegte sie Rang 6. Bei den darauffolgenden Juniorenweltmeisterschaften in Åre konnte sie diesen Erfolg jedoch nicht wiederholen, im Moguls verpasste sie als vierte nur knapp eine weitere Medaille, im Dual Moguls erreichte sie Platz 8.
Bei den US-Meisterschaften am 31. März 2017 konnte sie den Vizemeistertitel hinter Morgan Schild gewinnen.
Am 10. Januar 2018 gab Carroll in Deer Valley ihr Weltcupdebüt. Auch hier gelang ihr mit Platz 26 auf Anhieb eine Platzierung in den Punkterängen. Zwei Monate später gelang es ihr ihren Vizemeistertitel bei den US-Meisterschaften zu verteidigen. Im Verlaufe des Jahres zog sie sich jedoch einen Kreuzbandriss zu, was eine zweijährige Wettkampfpause nach sich zog.
Am 7. Juni 2022 gab Carroll bekannt, in Zukunft für Österreich starten wollen. Bei ihrem Debüt für Österreich am 3. Dezember erreichte sie erstmals das Finale eines Wettkampfes auf Weltcupebene und belegte dort den sechsten Platz. Beim darauffolgenden Wettkampf in Idre gelang ihr mit Rang 5 ihre bisher beste Platzierung im Dual Moguls.
Bei den Freestyle-Skiing-Weltmeisterschaften 2023 im georgischen Bakuriani gewann Carroll die Bronzemedaille im Moguls. Es war dies die erste Medaille für Österreich in dieser Disziplin seit Margarita Marbler 2005. Beim darauffolgenden Wettkampf im Dual Moguls konnte sie diesen Erfolg wiederholen. Die Weltcupsaison beendete sie als 8. des Moguls-Gesamtweltcups.
Für die Saison 2023/24 wurde Carroll erstmals in den ÖSV-Kader aufgenommen. Beim ersten Wettbewerb der Saison stürzte sie jedoch im Finale und zog sich eine Haarrissfraktur sowie eine Bänderdehnung der äußeren Bänder im Sprunggelenk zu, was eine Zwangspause von 8 Wochen zur Folge hat.

## Persönliches
Avital Carrolls Großmutter Elfi Hendell ist gebürtige Wienerin, ihr Großvater David Hendell stammte aus dem heutigen Kroatien. Beide flohen aufgrund des Holocausts aus ihren Heimatländern nach Italien, von wo sie 1944 mit einem Flüchtlingsschiff Europa verlassen konnten. Aufgrund der Abstammung ihrer Großmutter besaß sie das Anrecht auf die österreichische Staatsbürgerschaft, welche sie schlussendlich erhielt. Ihre Großmutter war es auch, die die Leidenschaft für den Skisport in ihr weckte.
Am 7. September 2020 heiratete sie ihren Lebensgefährten und Trainer Bobby Carroll. Die beiden leben in Park City, Utah

## Erfolge

### Weltmeisterschaften
- Bakuriani 2023: 3. Moguls, 3. Dual Moguls

### Weltcup
- 9 Platzierungen unter den besten zehn

| Saison  | Gesamt | Gesamt | Moguls Gesamt | Moguls Gesamt | Moguls | Moguls | Dual Moguls | Dual Moguls |
| Saison  | Platz  | Punkte | Platz         | Punkte        | Platz  | Punkte | Platz       | Punkte      |
| ------- | ------ | ------ | ------------- | ------------- | ------ | ------ | ----------- | ----------- |
| 2017/18 | 183    | 2,10   | 37            | 21            | -      | -      | -           | -           |
| 2020/21 | -      | -      | 32            | 15            | -      | -      | -           | -           |
| 2021/22 | -      | -      | 32            | 15            | 27     | 52     | 27          | 52          |
| 2022/23 | -      | -      | 8             | 333           | 9      | 166    | 8           | 167         |
| 2023/24 |        |        | 27            | 101           | 29     | 47     | 25          | 54          |

### Juniorenweltmeisterschaften
- Chiesa in Valmalenco 2015: 2. Moguls, 6. Dual Moguls
- Åre 2016: 4. Moguls, 8. Dual Moguls

### Nor-Am Cup
14 Podestplätze, davon 5 Siege
| Datum            | Land               | Ort        | Disziplin   |
| ---------------- | ------------------ | ---------- | ----------- |
| 26. Februar 2017 | Vereinigte Staaten | Truckee    | Dual Moguls |
| 4. März 2017     | Kanada             | Penticton  | Moguls      |
| 28. Januar 2018  | Kanada             | Saint-Côme | Dual Moguls |
| 4. Februar 2018  | Vereinigte Staaten | Killington | Dual Moguls |
| 24. Februar 2018 | Kanada             | Calgary    | Moguls      |

### Nor-Am Cup Wertungen
| Saison  | Gesamt | Gesamt | Moguls | Moguls |
| Saison  | Platz  | Punkte | Platz  | Punkte |
| ------- | ------ | ------ | ------ | ------ |
| 2010/11 | –      | –      | 45.    | 12,00  |
| 2012/13 | –      | –      | 14.    | 137,00 |
| 2013/14 | –      | –      | 26.    | 57,00  |
| 2014/15 | –      | –      | 10.    | 181,00 |
| 2015/16 | 13.    | 45,50  | 5.     | 364,00 |
| 2016/17 | 5.     | 63,63  | 3.     | 509,00 |
| 2017/18 | 5.     | 70,00  | 1.     | 560,00 |
| 2021/22 | –      | –      | 13.    | 173,00 |

### Australian New Zealand Cup
2 Podestplätze, davon 1 Sieg
| Datum             | Land       | Ort          | Disziplin   |
| ----------------- | ---------- | ------------ | ----------- |
| 3. September 2022 | Australien | Mount Buller | Dual Moguls |

### Australian New Zealand Cup Wertungen
| Saison  | Gesamt | Gesamt | Moguls | Moguls |
| Saison  | Platz  | Punkte | Platz  | Punkte |
| ------- | ------ | ------ | ------ | ------ |
| 2016/17 | 19.    | 14,80  | 5.     | 74,00  |
| 2022/23 | –      | –      | 3.     | 198,00 |

### Weitere Erfolge
- US-amerikanische Vizemeisterin im Moguls (2017 & 2018)
- Österreichische Meisterin im Dual Moguls (2024)
- Österreichische Meisterin im Moguls (2024)
- 3 Siege bei FIS-Wettkämpfen